# 밤의 이야기쇼
《밤의 이야기쇼》는 대한민국의 KBS 2TV에서 방송됐던 토크쇼 프로그램이다.

## 방송 일정
| 방송 채널 | 방송 기간                         | 방송 시간 | 방송 시간                       | 비고 |
| --------- | --------------------------------- | --------- | ------------------------------- | ---- |
| KBS 2TV   | 1997년 3월 5일 ~ 1997년 5월 14일  | 1부       | 매주 수요일 밤 11시 ~ 11시 50분 |      |
| KBS 2TV   | 1997년 3월 5일 ~ 1997년 5월 14일  | 2부       | 매주 수요일 밤 12시 ~ 12시 50분 |      |
| KBS 2TV   | 1997년 5월 22일 ~ 1998년 2월 12일 | 1부       | 매주 목요일 밤 11시 ~ 11시 50분 |      |
| KBS 2TV   | 1997년 5월 22일 ~ 1998년 2월 12일 | 2부       | 매주 목요일 밤 12시 ~ 12시 50분 |      |

## 진행자
남자
- 이상벽
- 조형기
- 김병찬

여자
- 최유라